# Andrés Bernáldez
Andrés Bernáldez, född omkring 1450 i Fuentes de León, Badajoz, död 1513 i Los Palacios y Villafranca, var en spansk krönikeskrivare.
Bernáldez var 1488–1513 kyrkoherde i Palacios, författade Crónica (eller Historia) de los reyes católicos (publicerad i Rivadeneiras Biblioteca de autores españoles, band 70), som omfattar tiden 1454–1513 och utförligt behandlar kriget mot Granada samt Columbus, hans vän och gäst.